# Linzi egyházmegye
A Linzi egyházmegye németül: Bistum Linz a római katolikus egyház egyik osztrák egyházmegyéje, amely a Bécsi főegyházmegye szuffragán egyházmegyéje. A püspöki székvárosa Linz.

## Története
József császár arra kényszerítette a németországi Passaui egyházmegyét (1784.), hogy mondjon le felső-ausztriai plébániáiról, és ezzel létrehozta a Linzi egyházmegyét. Amikor VI. Piusz pápával megerősíttették az egyházmegye felállítását (pápai bullával, 1785. január 28-án), Passau segédpüspökét, Ernest Johann Nepomukot, herbersteini grófot nevezték ki Linz „első püspökévé”, és elfogadta az egyházmegye felállítását. a jezsuita Szent Ignác-templom lett az egyházmegye székesegyháza.
A 19. század vége felé Linz városa annyira megnőtt, hogy már nem volt elég hely a katedrálisban. Az akkori püspök, Franz-Josef Rudigier ekkor új, nagyobb katedrálist építtetett a neogótika stílusában (ma Új katedrális). 1909-ig a „Szent Ignác-katedrális” Linz hivatalos székesegyháza volt.

## Fordítás
Ez a szócikk részben vagy egészben  a   Diocèse de Linz című francia Wikipédia-szócikk ezen változatának fordításán alapul.  Az eredeti cikk szerkesztőit annak laptörténete sorolja fel. Ez a jelzés csupán a megfogalmazás eredetét és a szerzői jogokat jelzi, nem szolgál a cikkben szereplő információk forrásmegjelöléseként.

## Szomszédos egyházmegyék
- Salzburgi főegyházmegye (délnyugat)
- München-Freisingi főegyházmegye (nyugat)
- Passaui egyházmegye (északnyugat)
- České Budějovice-i egyházmegye (észak)
- Sankt Pölten-i egyházmegye (kelet)
- Graz-Seckaui egyházmegye (délkelet)